# Rodolfo Halffter
Rodolfo Halffter Escriche (ur. 30 października 1900 w Madrycie, zm. 14 października 1987 w Meksyku) – hiszpański kompozytor.

## Życiorys
Brat Ernesta i wuj Cristóbala. Był w dużej mierze samoukiem, konsultował się jedynie z Manuelem de Fallą. Należał do czołowych postaci ówczesnej hiszpańskiej awangardy muzycznej, zaliczany jest do tzw. Grupo de los Ocho. W latach 1934–1936 pisał jako krytyk muzyczny do madryckiego dziennika La Voz. W 1936 roku został kierownikiem sekcji muzycznej ministerstwa propagandy Drugiej Republiki Hiszpańskiej, a w 1937 roku członkiem Centralnej Rady Muzycznej. Po klęsce republikanów w hiszpańskiej wojnie domowej uciekł w 1939 roku do Francji, skąd wyjechał do Meksyku. Przyjął obywatelstwo meksykańskie. W 1940 roku założył grupę baletową La Paloma Azul. Od 1941 do 1970 roku był wykładowcą Conservatorio Nacional de México. W 1946 roku założył wydawnictwo Ediciones Mexicanas de Música, w latach 1946–1953 wydawał kwartalnik Nuestra Música. W 1969 roku został członkiem Academia de Artes de México.

## Twórczość
Po osiedleniu się w Meksyku stał się jedną z czołowych postaci życia muzycznego w tym kraju. Styl Halfftera cechuje się prostotą i oszczędnością środków. Język muzyczny kompozytora jest w większości tonalny, sięgał też po elementy dodekafonii, wykorzystując ją jednak w układach melodyczno-kontrapunktycznych i nie traktując jako naczelnej zasady organizacji materiału dźwiękowego. Jego Tres hojas de álbum (1953) było pierwszym meksykańskim utworem, w którym wykorzystana została technika dodekafoniczna.

## Ważniejsze kompozycje
(na podstawie materiałów źródłowych)

### Utwory orkiestrowe
- Suita (1928)
- Diferencias sobre La Gallarda Milanesa de Félix Antonio de Cabezón (1930)
- Obertura concertante na fortepian i orkiestrę (1932, nowa wersja 1937)
- Impromptu (1932; zaginione)
- Preludio atonal: Homenaje a Arbós (1933)
- Koncert skrzypcowy (1939–1940)
- Tres Sonatas de Fray Antonio Soler (1951)
- Obertura festiva (1952)
- Tres piezas na orkiestrę smyczkową (1954)
- Tripartita (1959)
- Differencias (1970)
- Dos ambientes sonoros (1959–1979)
- Elegía: In memoriam Carlos Chávéz na smyczki (1978)

### Utwory kameralne
- Giga na gitarę (1930)
- Divertimento na kwartet smyczkowy (1930; zaginione)
- Divertimento na 9 instrumentów (1935)
- Pastorale na skrzypce i fortepian (1940)
- Tres piezas breves na harfę (1951)
- Kwartet smyczkowy (1957–1958)
- Sonata na wiolonczelę i fortepian (1959–1960)
- Tres movimientos na kwartet smyczkowy (1962)
- Ocho tientos na kwartet smyczkowy (1973)
- Capricho na skrzypce (1978)
- Epinicio na flet (1979)
- ...huésped de las nieblas...Rimas sin palabras na flet i fortepian (1981)
- Egloga na obój i fortepian (1982)
- Paquiliztli na 7 perkusji (1983)

### Utwory fortepianowe
- Naturaleza muerta (1932)
- Dos sonatas de El Escorial (1928, wersja zrewidowana 1929)
- Preludio y fuga (1932)
- 3 sonaty fortepianowe (I 1947, II 1951, III 1967)
- Danza de Avila: En lo alto de aquella montaña (1936)
- Perpetuum mobile: Homenage a Francis Poulenc (1936)
- Para la tumba de Lenin: Variaciones elegíacas (1937)
- Muñieira des vellas (1938)
- Homenaje a Antonio Machado (1944)
- 11 bagatelas (1949)
- Al sol puesto (1952)
- Copla (1952)
- Tonada (1952)
- Tres hojas de álbum (1953)
- Laberinto: Cuatro intentos de acertar con la salida (1971–1972)
- Nocturno: Homenaje a Arturo Rubinstein (1973)
- Facetas (1976)
- Secuencias (1977)
- Escolio (1980)
- Una vez y otra, con coda: Cantilena variada (1982)
- Música na 2 fortepiany (1965)

### Pieśni na głos i fortepian
- Desterro (1967)
- Dos Sonetos (1940–1946)
- cykl Marinero en tierra (1925–1960)

### Utwory wokalno-instrumentalne
- Canciones de la Guerra Civil Española na solistów, chór i orkiestrę (1937–1938)
- La nuez na chór dziecięcy (1944)
- Epitafios według Cervantesa na chór a cappella (1947–1953)
- Pregón para una pascua pobre na chór mieszany, trąbki, puzony i perkusję (1968)

### Opera
- Clavileño (1934–1936; partytura zniszczona w trakcie hiszpańskiej wojny domowej)

### Balety
- Don Lindo de Almería (1935)
- Lluvia de toros (1940)
- La madrugada del panadero (1940)
- Elena la traicionera (1945)
- Tonanzintla (1951)